# Institut des provinces
L'Institut des provinces est une société savante fondée en 1838 par Arcisse de Caumont.